# Carilao (nome)
Carilao  è un nome proprio di persona italiano maschile.

## Varianti in altre lingue
- Catalano: Carilau[2]
- Greco antico: Χαρίλαος (Charilaos)
- Greco moderno: Χαρίλαος (Charilaos)
- Latino: Charilaus[1]
- Portoghese: Carilau
- Russo: Харилай (Charilaj)
- Spagnolo: Carilao[2]

## Origine e diffusione
Deriva dal nome greco antico Χαρίλαος (Charilaos), composto da χαρις (charis, "grazia", "amore") e λαος (laos, "popolo"), quindi il suo significato complessivo può essere interpretato come "che ama il popolo", "dono del popolo".
Entrambi gli elementi sono ben attestati nell'onomastica greca; charis si trova nei nomi Charis e Caritone, mentre laos, molto diffuso, si può riscontrare in Ermolao, Menelao, Nicola, Laodice, Archelao, Learco e Laerte.

## Onomastico
Il nome è adespota, cioè privo di santo patrono; l'onomastico può essere eventualmente festeggiato il 1º novembre, in occasione di Ognissanti.

## Persone

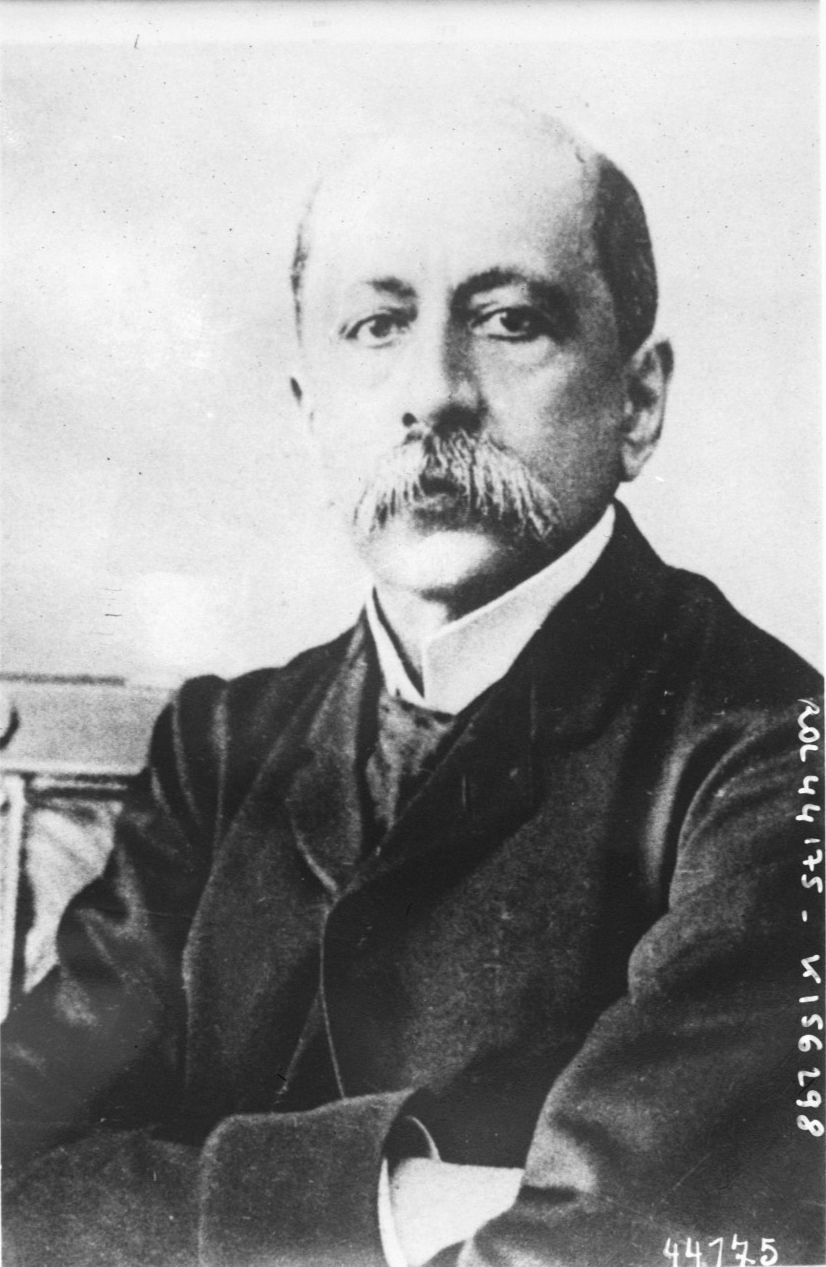
Charilaos Trikoupis

- Carilao, re di Sparta

### Variante Charilaos
- Charilaos Giannakas, atleta greco
- Charilaos Trikoupis, politico greco
- Charilaos Vasilakos, atleta greco